# Biagio Tomasi
Pour les articles homonymes, voir Tomasi.
Biagio Tomasi, né vers 1585 à Comacchio, et mort en 1640 à Massa Fiscaglia, est un compositeur italien, actif dans la région de Ferrare, de la fin de la Renaissance.

## Biographie
Né dans un milieu pauvre, il a été, avec Giovanni Nicolò Mezzogorri, l'un des protégés du compositeur Girolamo Belli à Argenta.
Mezzogorri a passé l'essentiel de sa carrière à Comacchio, où il était organiste à la cathédrale et a suivi des cours de théologie. Il prend les ordres, et devient maître de chapelle à la collégiale de Massa Fiscaglia.

## Œuvre
On connaît de lui de la musique profane (deux volumes de madrigaux) et sacrée (trois volumes de motets).